# Radovesice
Radovesice jsou obec ležící v okrese Litoměřice v Ústeckém kraji. Žije v ní 542 obyvatel. Obcí prochází silnice druhé třídy číslo 247.

## Historie
První písemná zmínka o obci pochází z roku 1175.

## Obyvatelstvo
|           | 1869 | 1880 | 1890 | 1900 | 1910 | 1921 | 1930 | 1950 | 1961 | 1970 | 1980 | 1991 | 2001 | 2011 |
| --------- | ---- | ---- | ---- | ---- | ---- | ---- | ---- | ---- | ---- | ---- | ---- | ---- | ---- | ---- |
| Obyvatelé | 476  | 602  | 601  | 621  | 631  | 699  | 748  | 508  | 572  | 556  | 481  | 402  | 427  | 361  |
| Domy      | 67   | 76   | 83   | 90   | 93   | 110  | 151  | 173  | 151  | 154  | 149  | 171  | 178  | 178  |

## Pamětihodnosti
- Zvonička
- Rozcestník svatého Jana Nepomuckého severovýchodně od vesnice